# Natività tra i profeti Isaia ed Ezechiele
La Natività tra i profeti Isaia ed Ezechiele è un dipinto a tempera e oro su tavola (43,8x77,5 cm il pannello centrale, 43,8x16,5 quelli laterali) di Duccio di Buoninsegna, databile al 1308-1311 circa e conservato nella National Gallery of Art di Washington. L'opera faceva parte della predella anteriore con Storie dell'infanzia di Cristo alternate a figure di Profeti della Maestà del Duomo di Siena, destinata alla visione dei fedeli.

## Storia
La Maestà di Duccio, posta sull'altare maggiore del Duomo di Siena con una solenne processione il 9 giugno 1311, venne rimossa dalla sua prestigiosa collocazione nel 1506, per il mutato gusto in fatto d'arte sacra. Nel 1771 la grandiosa pala venne trasferita alla chiesa di Sant'Ansano in località Castelvecchio di Siena, dove venne smontata e segata in più porzioni: in quell'occasione numerosi pannelli andarono perduti. Mentre i pannelli più grandi tornarono in Duomo nel 1795 e da lì vennero musealizzati nel 1878, molti altri, appartenenti soprattutto alle parti accessorie come le predelle e le cuspidi, vennero dispersi.
Il pannello della Natività finì nel 1884 nel Kaiser Friedrich Museum di Berlino e nel 1937 venne scambiato con un'opera dei mercanti d'arte della Duveen Brothers Inc., il Ritratto d'uomo con liuto di Hans Holbein. Immesso nel mercato d'arte, fu acquistato il 26 aprile 1937 dal Trust di Andrew Mellon, finendo nel nucleo originario della galleria statunitense con la sua donazione del 1937.

## Descrizione e stile

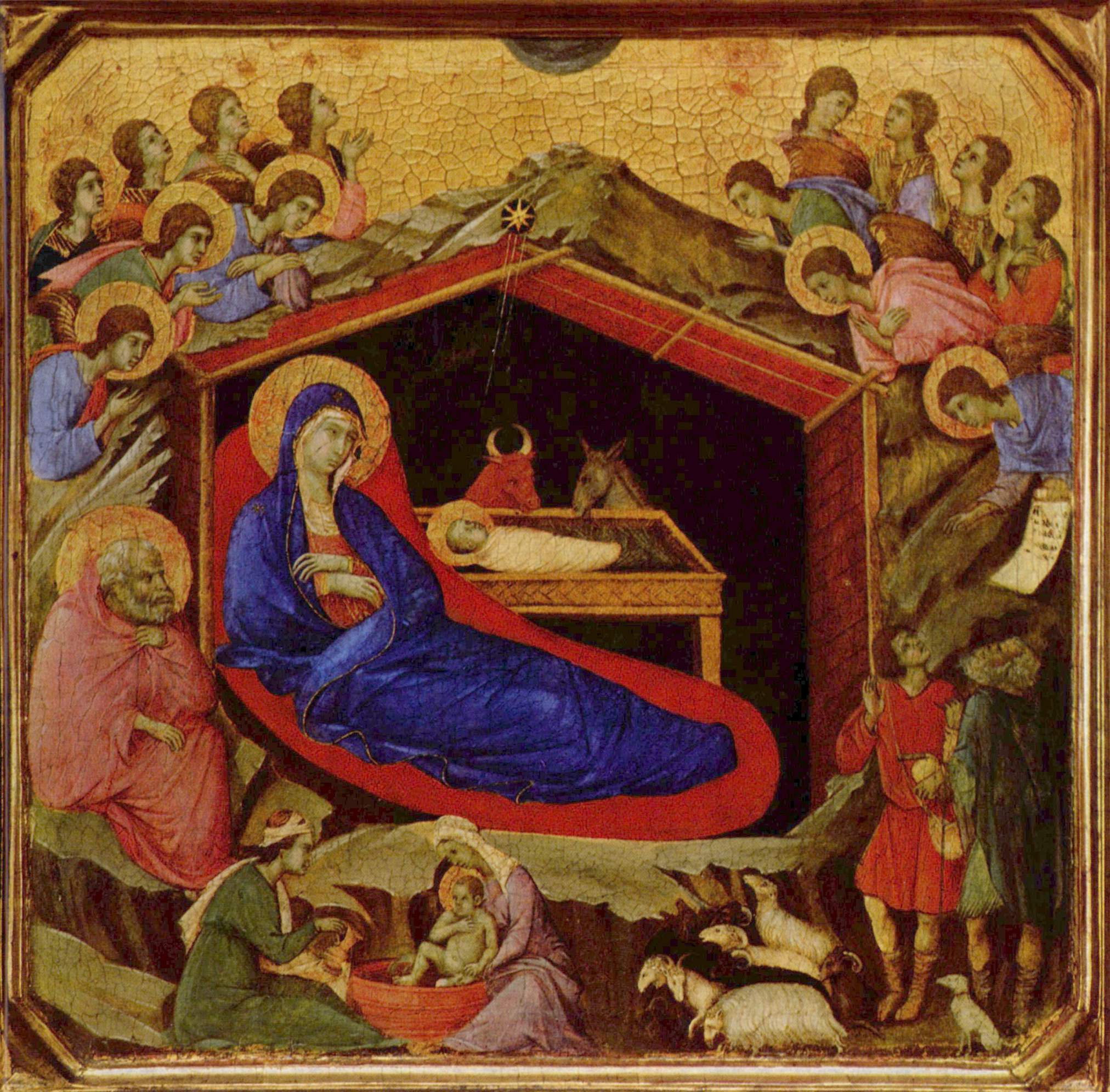
Natività

La piccola tavola mostra al centro la grotta della Natività, con la monumentale Vergine Maria distesa dopo il parto, estremamente evidenziata dal contrasto tra il suo velo blu, il telo rosso su cui è distesa e lo sfondo scuro della grotta; più indietro si vede il lettino dove sta Gesù in fasce, riscaldato dal bue e l'asinello. San Giuseppe si trova fuori dalla grotta a sinistra, seduto sulle rocce scheggiate che circondano la capanna, e la sua posizione defilata ma attenta sottolinea il suo ruolo nella sacra famiglia, cioè quello esclusivamente di custode della Vergine e del Bambino. La tavoletta contiene anche altri episodi: il lavaggio del Bambino a cura di due inservienti, in basso leggermente a sinistra, e l'annuncio ai pastori, sulla destra, ai quali appare un angelo con un cartiglio che reca le parole divine. Sulla capanna si trova la stella cometa e un coro di quattordici angeli, compreso quello annunciante, disposti in maniera simmetrica su due file. In alto infine un cerchio blu, a cui si rivolgono gli angeli in preghiera, ricorda l'occhio divino che veglia la scena.
La composizione della scena è fedele ai modelli bizantini, con più scene rappresentate contemporaneamente, uno sviluppo bidimensionale dello spazio e le proporzioni gerarchiche tra i personaggi.
Ai lati, in due scomparti separati che intervallavano le storie della Vergine, si trovano i profeti Isaia ed Ezechiele; essi sono dipinti in una scala diversa e recano in mano cartigli con le loro profezie. Si tratta di figure composte specularmente, con una mano alzata in segno di stupore.